# Mai 1768
Cette page présente les faits marquants du mois de mai 1768.

## Décès
- 4 mai : Charles Étienne Louis Camus (mathématicien français)
- 6 mai :
  - Antoine Gachet d'Artigny (écrivain français)
  - Louis-Alexandre de Bourbon (prince français)
- 7 mai : Camille Perrichon (homme politique français)
- 11 mai : George Beauclerk (officier britannique)
- 13 mai : Louise de Grande-Bretagne (membre de la famille royale anglaise)
- 14 mai : Giovanni Francesco Giuseppe Bagnolo (érudit italien)
- 16 mai : Miguel Cabrera (peintre espagnol)
- 23 mai : Francesco Maria Della Rovere (noble italien)
- 24 mai :
  - Joseph Hart (pasteur anglais)
  - Johann Jacob Spreng (historien suisse)
- 28 mai : Jean-Louis Cuchot d'Herbain (compositeur français)
- 29 mai : Franz Hilverding (danseur autrichien)
- 30 mai :
  - Harry Grey (homme politique anglais)
  - Eggert Olafsen (explorateur danois)
  - Heinrich Christian von Senckenberg (juriste allemand)